# 新鳥栖駅
新鳥栖駅（しんとすえき）は、佐賀県鳥栖市原古賀町にある、九州旅客鉄道（JR九州）の駅である。

## 概要
九州新幹線（鹿児島ルート）全通に伴い、在来線との接続駅として開業した。九州新幹線と在来線の長崎本線の2路線が乗入れており、新幹線開業以前に鳥栖駅が担っていた優等列車を介しての佐賀駅・長崎駅・佐世保駅方面と熊本駅・鹿児島中央駅方面の接続機能を引き継いでいる。
2022年（令和4年）9月23日の西九州新幹線開業までは、佐賀県内にある唯一の新幹線駅であった。将来的には九州新幹線西九州ルートを当駅から分岐させる予定もあるが、現時点では整備方式・ルートが決定していない。
長崎本線にはJH02の駅番号が設定されている。
新幹線は、各停「つばめ」と、速達列車「さくら」の全列車が停車する。最速達列車「みずほ」は停車しない。在来線は特急列車を含む全ての旅客営業列車が停車する。
博多駅からこの駅を経由して、鳥栖駅から肥前旭駅・久留米駅方面へ向かう場合は選択乗車が可能であり鹿児島本線経由の乗車券でも乗車可能。但し長崎本線佐賀・長崎・佐世保方面へは選択乗車の対象外となる（博多駅及び福岡市内と佐賀・佐世保・ハウステンボス方面とを結ぶ2枚きっぷも在来線経由と指定されているため選択乗車は出来ない）。
駅前には駐車場が多く整備されており、佐賀市を含む佐賀県南東部から自動車で当駅までアクセスして山陽新幹線方面を利用する乗客も多い。このため実質的に佐賀県内各地から中国地方・近畿地方へ向かう交通結節点として機能している。

## 歴史
九州新幹線の交通結節点として開設した駅である。

### 年表
- 2011年（平成23年）3月12日：九州新幹線博多駅 - 新八代駅間の開業に伴い、九州旅客鉄道（JR九州）の駅として開設。九州新幹線、長崎本線の駅が新設される。
- 2021年（令和3年）3月31日：この日限りで在来線側の乗車券売り場が営業を終了[2]。
- 2023年（令和5年）10月1日：駅体制の見直しに伴い、在来線側が九州旅客鉄道本体による集札へと変更される。

## 駅構造
駅舎は鳥の翼を連想させる曲線のフォルムで、躍動感とスピード感を表したと言う。
新幹線は在来線の真上直近に位置し、島式ホーム2面4線を有する高架駅である。通過線は無く、可動式安全柵が設置されている。
在来線は新幹線の高架直下に建設された相対式ホーム2面2線を有する地上駅で、互いのホームは跨線橋により連絡している。在来線改札口は鳥栖方面ホームに面している。
新幹線改札口と在来線改札口は1ヶ所ずつで、直営駅である。向かい合わせに設置（北側が新幹線、南側が在来線）されており直接の乗換口は無く、両路線を乗換える際には一旦改札口を出る必要がある。このほか西口のタクシー乗り場脇に在来線ホームを跨ぐエレベーター・エスカレーター付跨線橋があり、駅南側からもアクセスが可能になっている。
在来線改札口横には、中央軒による立ち食いうどんの店が設置されており、改札内外から利用が可能。ここでは鳥栖駅の名物である「焼麦（しゃおまい）」や「かしわめし」などの駅弁を購入することも出来る。またファミリーマート（JR九州リテールが運営）が駅構内にある。2018年（平成30年）8月には佐賀県による「ピアノの駅」プロジェクトにより駅構内にアップライトピアノが設置された。
自動改札機は在来線側にも設置。SUGOCAは在来線側でのみ利用可能。みどりの窓口は新幹線側にある。新幹線はEX-IC/スマートEXの交通系IC（SUGOCAなどの10種IC）登録で利用可能で、1回の（1エリア/1改札/1予約（最大3列車）/1決済）利用で東京駅 - 鹿児島中央駅までのJR東海東海道新幹線/JR西日本山陽新幹線/JR九州九州新幹線各駅に行くことが出来る。

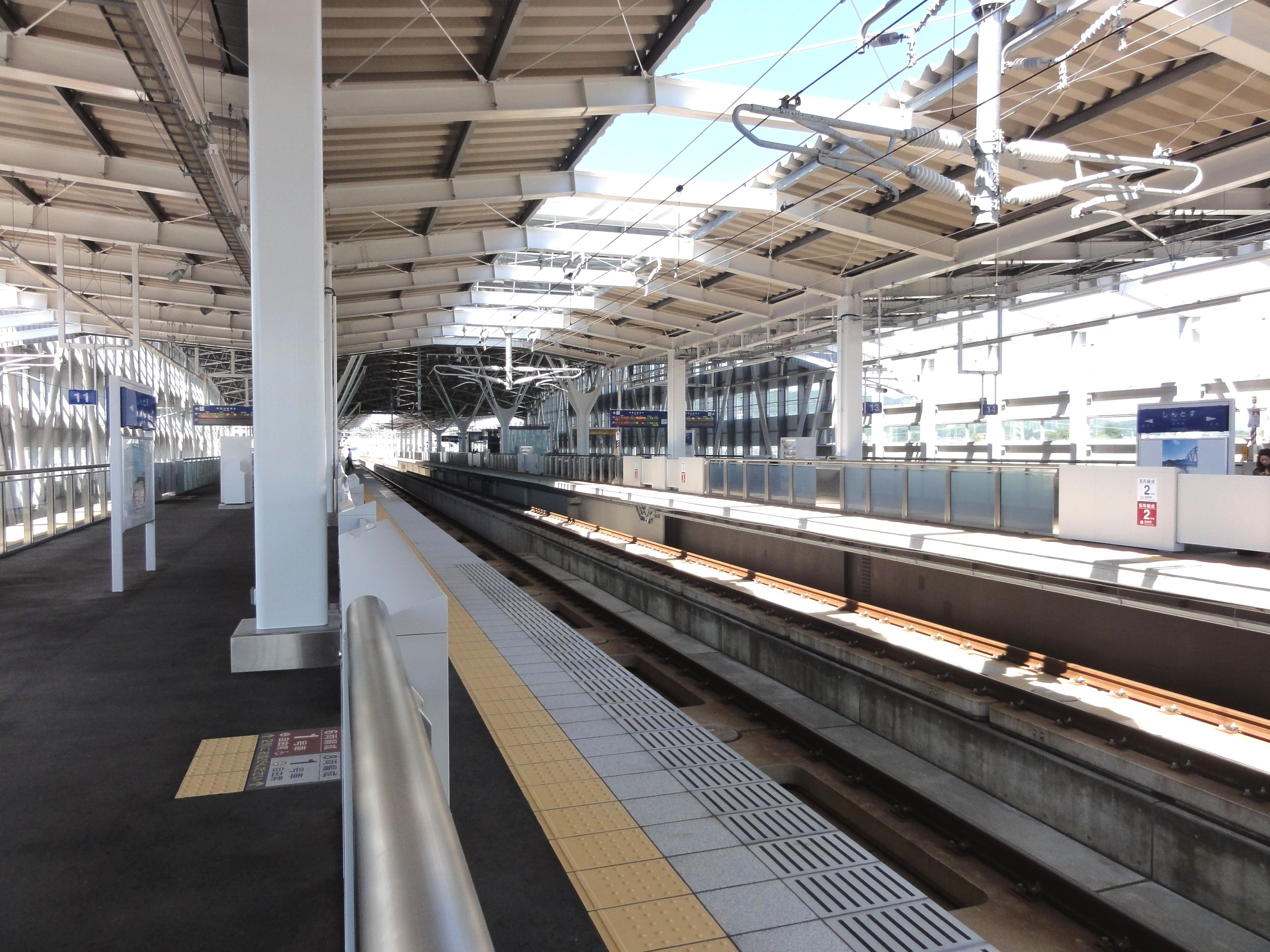
新幹線ホーム（2011年9月）
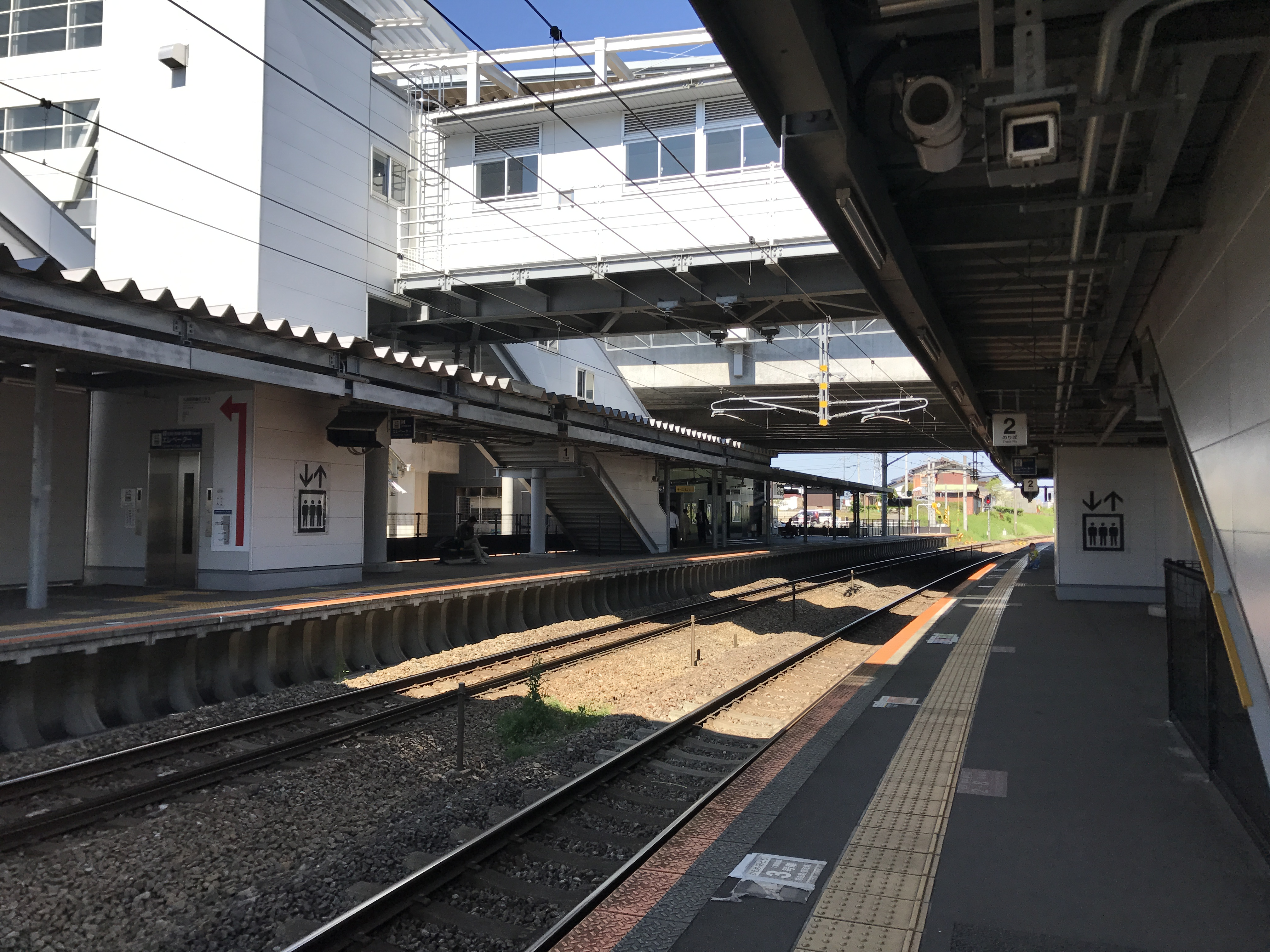
在来線ホーム（2017年4月）
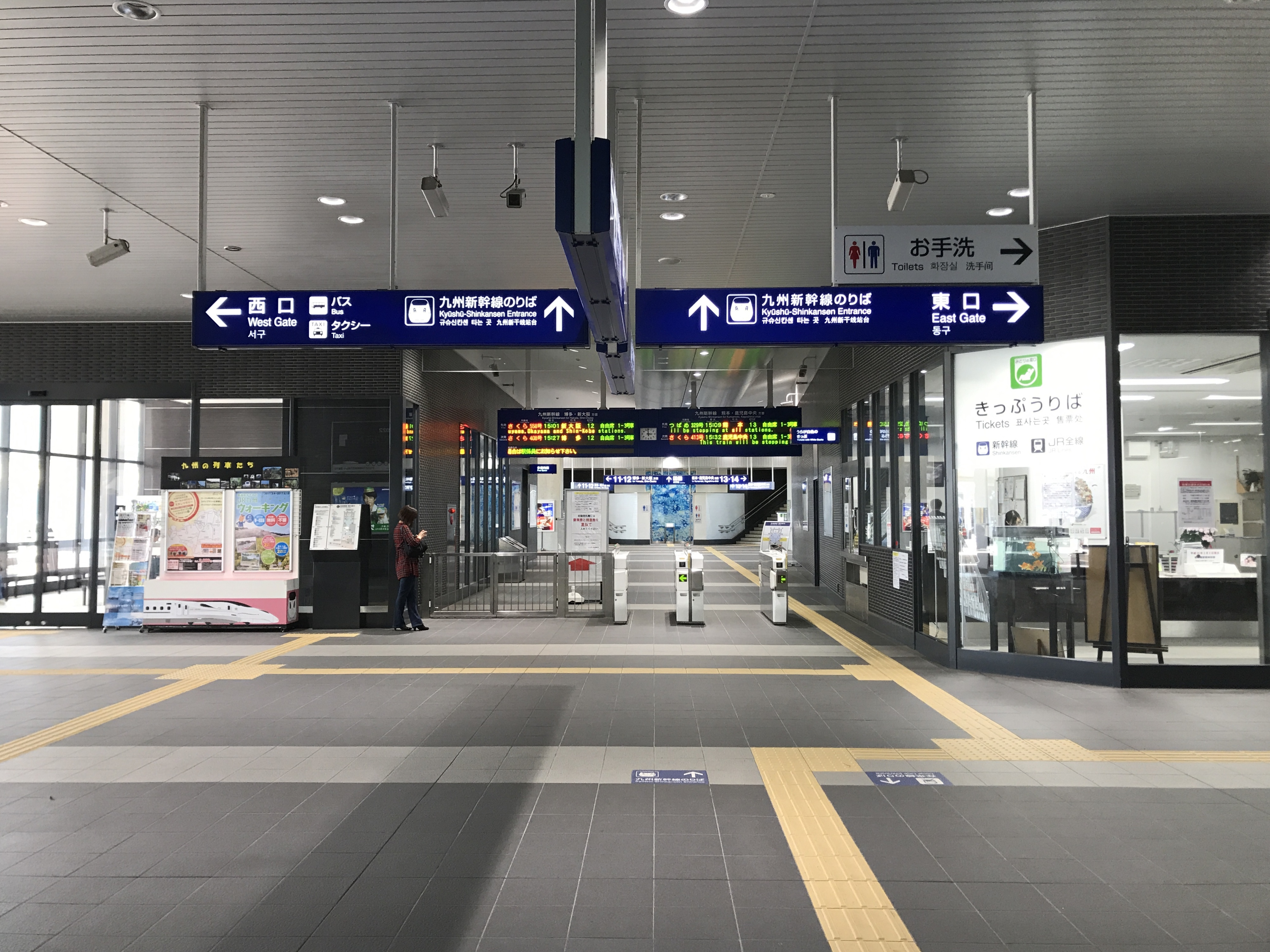
新幹線改札口（2017年4月）
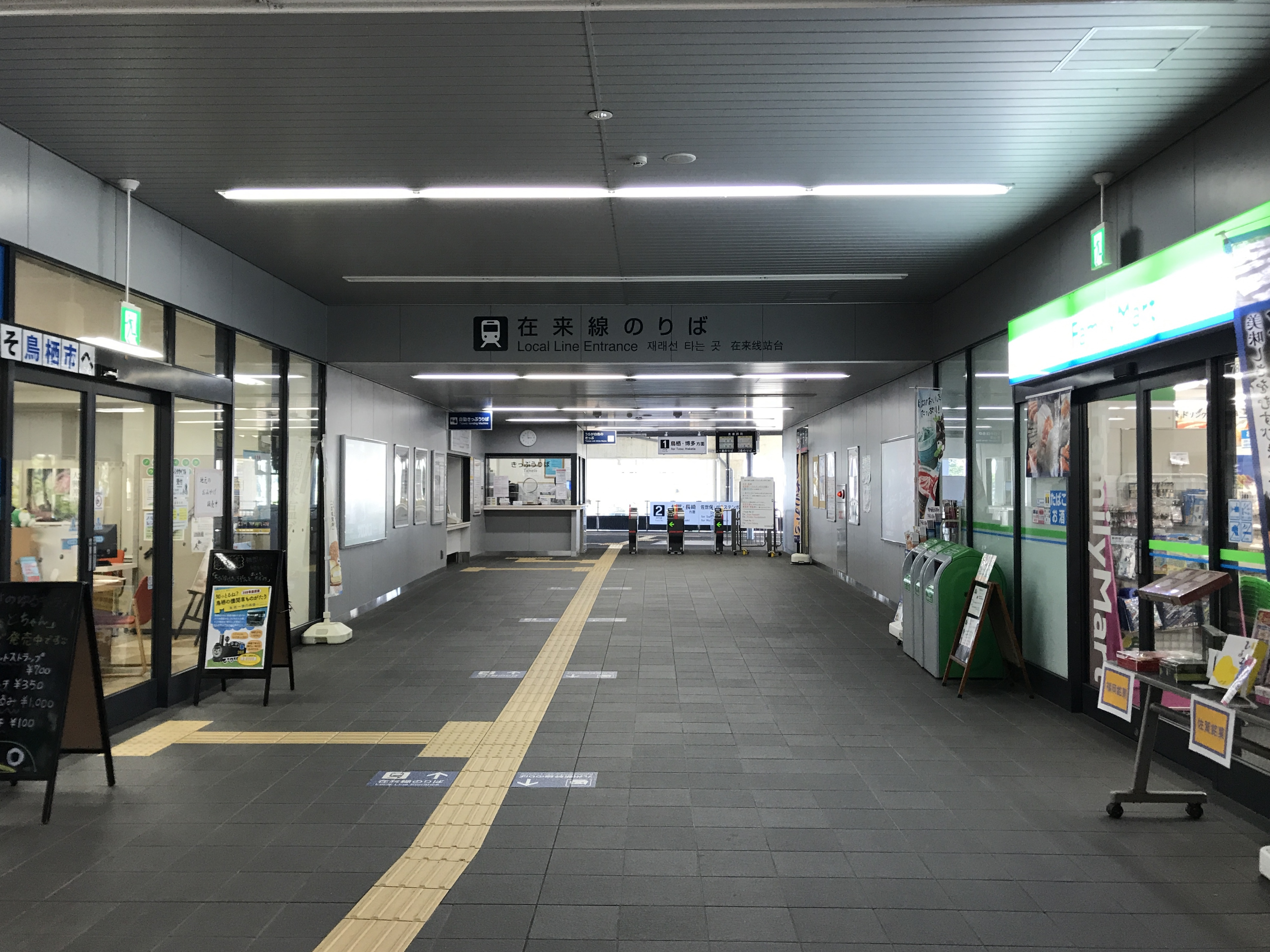
在来線改札口（2017年4月）

### のりば
| のりば | 路線                                                           | 方向 | 行先                             |
| ------ | -------------------------------------------------------------- | ---- | -------------------------------- |
| 在来線 |                                                                |      |                                  |
| 1      | 長崎本線                                                       | 上り | 鳥栖・博多方面                   |
| 1      | □特急「リレーかもめ」「かささぎ」 「みどり」「ハウステンボス」 | 上り | 鳥栖・博多方面                   |
| 2      | 長崎本線                                                       | 下り | 佐賀・江北・肥前鹿島・早岐方面   |
| 2      | □特急「リレーかもめ」                                          | 下り | 佐賀・諫早・長崎方面             |
| 2      | □特急「みどり」「ハウステンボス」                              | 下り | 佐賀・佐世保・ハウステンボス方面 |
| 2      | □特急「かささぎ」                                              | 下り | 佐賀・肥前鹿島方面               |
| 新幹線 |                                                                |      |                                  |
| 11・12 | 九州新幹線                                                     | 上り | 博多方面                         |
| 13・14 | 九州新幹線                                                     | 下り | 熊本・鹿児島中央方面             |

## 駅弁
主な駅弁は下記の通り。
- 長崎街道焼麦弁当
- がばい鳥栖の牛鶏弁当
- 肥前路弁当
- あさりめし
- 焼麦弁当
- かしわめし

## 利用状況
2023年度の1日平均乗車人員は1,936人である。各年度の利用者数は以下の通り。
| 年度               | 乗車人員 | 降車人員 | 出典   |
| ------------------ | -------- | -------- | ------ |
| 2011年（平成23年） | 836      | 856      | [ 8 ]  |
| 2012年（平成24年） | 1,062    | 1,103    | [ 8 ]  |
| 2013年（平成25年） | 1,216    | 1,254    | [ 8 ]  |
| 2014年（平成26年） | 1,323    | 1,353    | [ 9 ]  |
| 2015年（平成27年） | 1,459    | 1,489    | [ 10 ] |
| 2016年（平成28年） | 1,486    | 1,532    | [ 11 ] |
| 2017年（平成29年） | 1,577    |          | [ 12 ] |
| 2018年（平成30年） | 1,653    |          | [ 13 ] |
| 2019年（令和元年） | 1,642    |          | [ 14 ] |
| 2020年（令和2年）  | 1,064    |          | [ 15 ] |
| 2021年（令和3年）  | 1,241    |          | [ 16 ] |
| 2022年（令和4年）  | 1,630    |          | [ 17 ] |
| 2023年（令和5年）  | 1,936    |          | [ 7 ]  |

## 駅周辺
駅北側で新幹線を佐賀県道31号佐賀川久保鳥栖線が横断しており、そのまま道なりに東へ進むと鳥栖駅へ至る。 
東側（県道31号及び福岡県道・佐賀県道17号久留米基山筑紫野線沿い）は駅開業前から郊外型店舗が数多く立地している。西側は閑静な住宅街が広がっている。
西口から徒歩数分の場所に交流異相区分セクションがある。
- ヤマト運輸鳥栖藏上営業所
- 佐賀競馬場
- 朝日山
- 筑紫トンネル
- 九州国際重粒子線がん治療センター
- 鳥栖市陸上競技場
- 麓刑務所
- 佐賀県立鳥栖商業高等学校
- 鳥栖市立鳥栖西中学校

### バス路線
西鉄バス佐賀が当駅開業と同時にダイヤ改正を実施し、以下の路線が発着している。
- 3：鳥栖駅前 / 西部工業団地口
- 5：下野

## 長崎本線との接続
長崎本線に在来線用ホームが設置される予定は当初は無かった。しかし、鳥栖市のwebサイト等では当初から在来線ホームの予定をうかがわせる記述等があり、また新聞でも在来線の駅が設置されると報道されており、鳥栖市が建設費を負担 する請願駅として2010年10月時点では、ホーム等が工事中であった。佐賀県もwebサイトで在来線との乗換を前提として期待表明をしている。JR九州からの在来線駅についての正式発表は2010年12月17日となった（後述）。
鳥栖市は在来線特急列車（「かもめ」等）の停車を要望しており、2010年12月17日にJR九州から発表された九州新幹線開業後のダイヤにおいて在来線特急全列車停車が決定した。また、新幹線側の「みずほ」の停車も要望していたが、2011年3月開業時点では停車駅から外れることになった。山陽新幹線経由で新大阪駅まで直通する列車には最速達タイプ「みずほ」と速達タイプ「さくら」の2種類があるが、「みずほ」は全列車が通過、山陽新幹線直通「さくら」も7.5往復を除いて通過、山陽新幹線直通では無い九州内「さくら」の大部分が停車することになった。
その後、2014年ダイヤ改正で、「さくら」の全列車が停車するようになった（「みずほ」は引き続き全列車通過）。

## ギャラリー

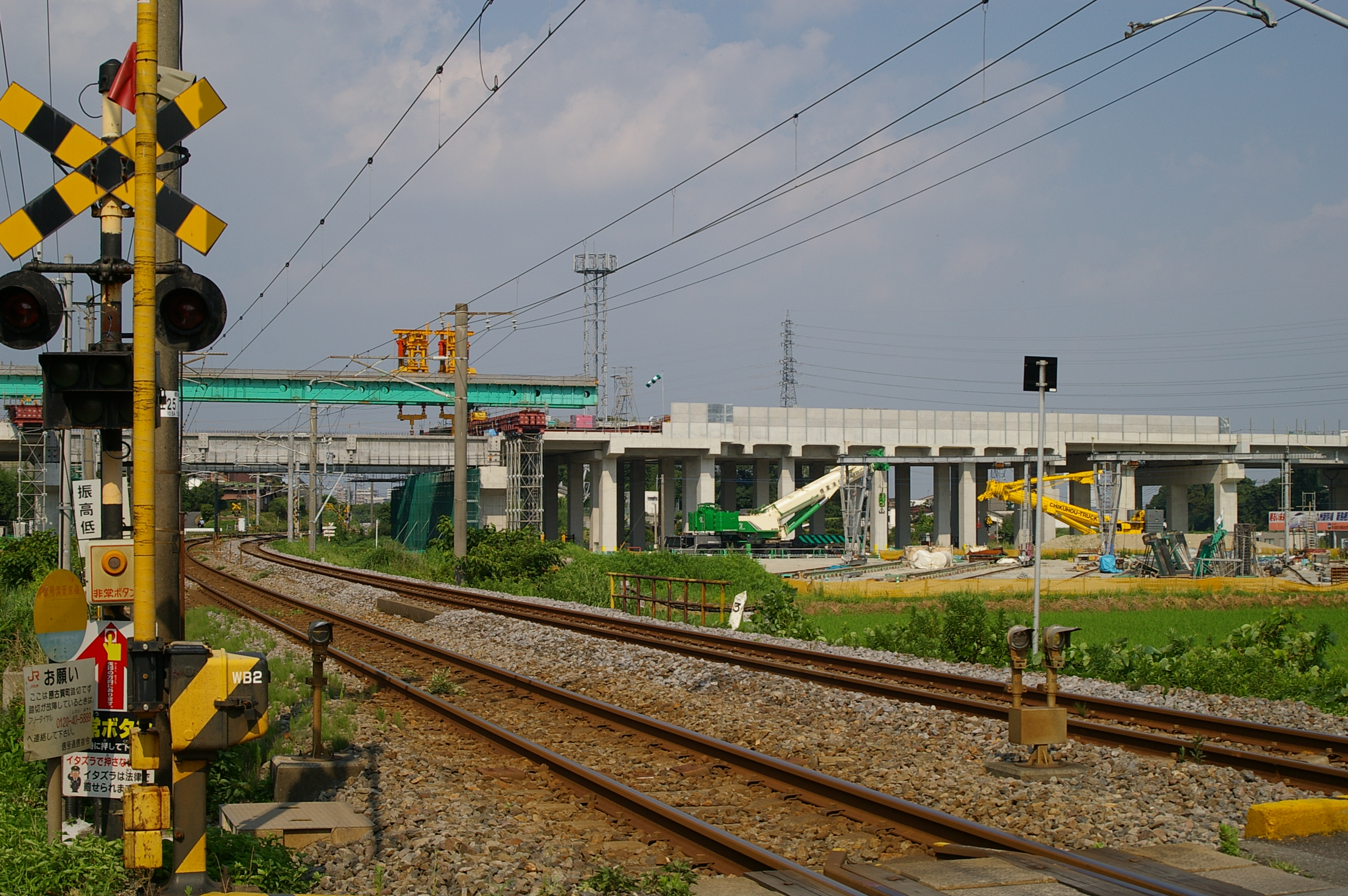
建設中の駅周辺（2007年7月）
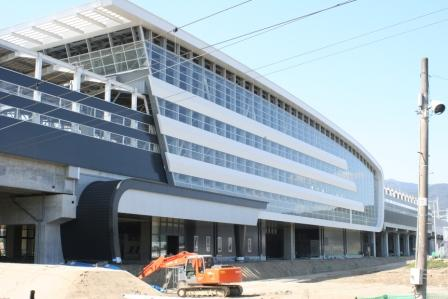
東側から見た建築中の駅舎 （2010年3月）

## 隣の駅
九州旅客鉄道（JR九州）
 九州新幹線
博多駅 - 新鳥栖駅 - 久留米駅
 長崎本線 
- 特急「リレーかもめ」「かささぎ」「みどり」「ハウステンボス」停車駅

■区間快速（上りのみ運転）・■普通
鳥栖駅 (JH01) - 新鳥栖駅 (JH02) - 肥前麓駅 (JH03)